# Ligne B du tramway d'Orléans
Pour les articles homonymes, voir Ligne B.
La ligne B du tramway d'Orléans est une ligne de tramway française d'orientation est-ouest du réseau des transports de l'agglomération orléanaise (TAO) qui relie la station Georges Pompidou à La Chapelle-Saint-Mesmin à celle du Clos du Hameau  à Saint-Jean-de-Braye.
Exploitée par Keolis Métropole Orléans, elle a été mise en service le 30 juin 2012 et compte 25 stations sur 11,3 km de lignes.
Elle est en correspondance avec la ligne A du tramway d'Orléans à la station De Gaulle où se trouve aussi un raccordement de service entre les deux lignes.

## Histoire

### Chronologie
- février 2000 : premières esquisses de tracé ;
- avril 2000 : premières études ;
- novembre 2002 : Abandonné en 2001, le tramway est remplacé par un tramway sur pneu ;
- juillet 2005 : Retour au tramway « classique », la ligne est raccourcie ;
- septembre 2006 : Choix du matériel roulant, l'Alstom Citadis ;
- mars à avril 2007 : Enquête publique ;
- octobre 2008 : Validation du nouveau tracé ;
- février 2009 : premiers travaux ;
- octobre 2009 : Tracé définitif validé ;
- début 2010 : Début des travaux de plateforme ;
- février 2010 : Livraison de la première rame ;
- avril 2010 : Début de la construction de la plateforme ;
- mai 2010 : Pose des premiers rails ;
- juin à août 2010 : Interconnexion avec la ligne A place de Gaulle ;
- janvier 2012 : Début des essais en ligne ;
- 29 juin 2012 : Inauguration de la ligne ;
- 30 juin 2012 : Mise en service commerciale.

### Une gestation longue et difficile

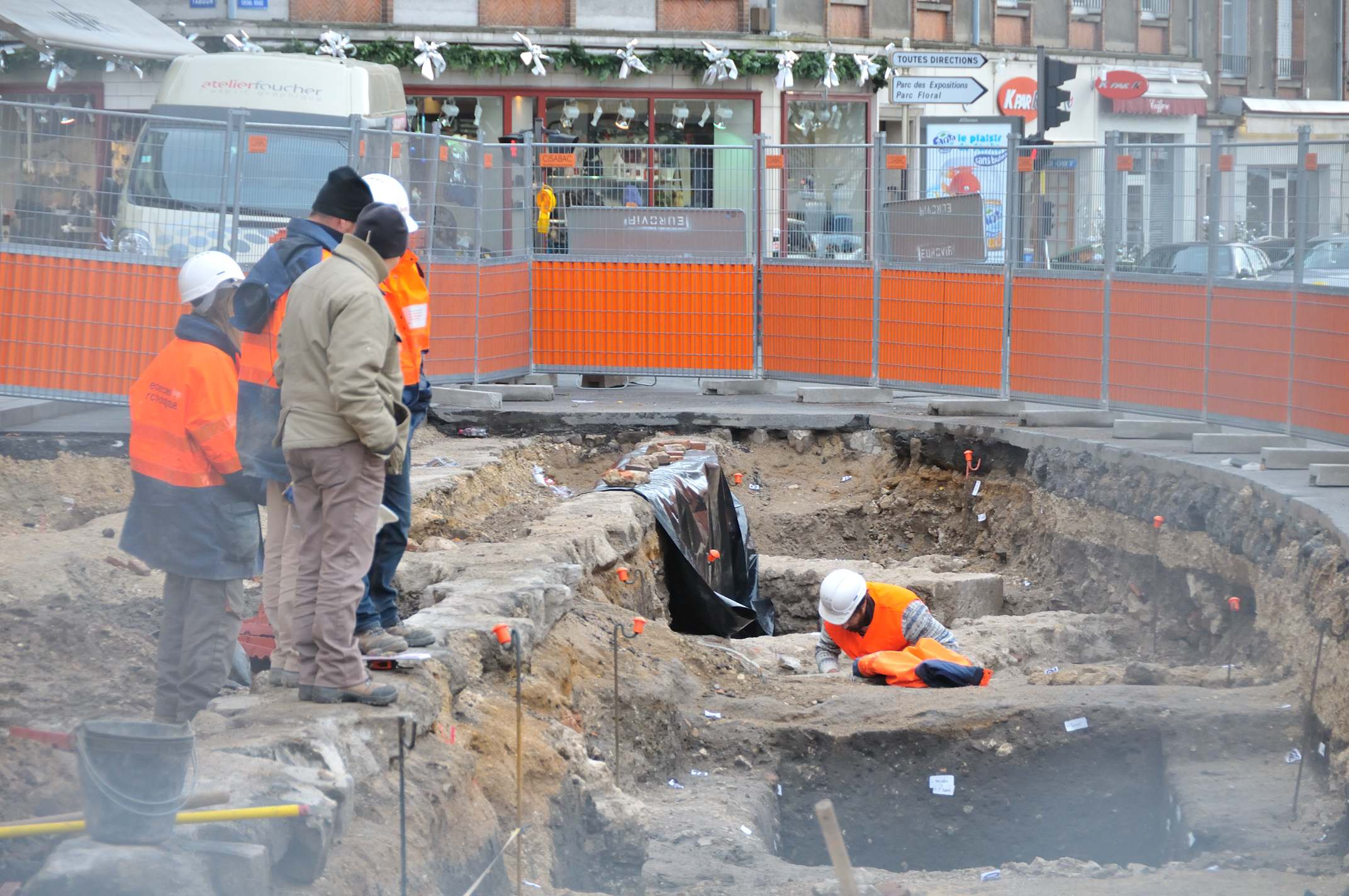
Fouilles archéologiques place De Gaulle en novembre 2009.

En février 2000 les premières esquisses de tracé pour la 2e ligne ont été rendues publiques : la ligne mesurerait 21 km pour 30 stations entre La Chapelle-Saint-Mesmin et Mardié via la N 152, diverses zones d'activité, Saint-Jean-de-la-Ruelle, la gare d'Orléans (avec une variante passant par l'hyper-centre à la place) puis emprunterait la ligne d'Orléans à Gien pour rejoindre Chécy et Mardié. En avril 2000, la SEMTAO mandate Transamo pour lancer les premières études sur la 2e ligne de tramway, avant même la mise en service de la 1re ligne ; les travaux étaient alors prévus pour 2002 ou 2003. Mais Jean-Pierre Sueur, qui avait porté le projet, perd les élections municipales de 2001 ; son successeur Serge Grouard remet en cause en septembre 2001 le projet de 2de ligne est-ouest inscrite — en pointillé — dans le PDU voté en 2000. La nouvelle municipalité cherche à remplacer le tramway par des modes de transport que la ville juge « innovants » comme le bus à haut niveau de service ou le tramway sur pneus et mandate la SEMTAO à ce sujet en octobre 2001,.
En novembre 2002, la communauté de communes de l'Agglomération orléanaise vote en effet la création d'une ligne de TCSP de 22,7 km de long reliant La Chapelle-Saint-Mesmin à Mardié et qui serait exploité soit avec des Irisbus Civis, soit avec des APTS Phileas pour une mise en service prévue en 2007. Un des Civis de Clermont-Ferrand est présenté à Orléans le mois suivant. Or, la population plébiscite le tramway sur fer comme pour la 1re ligne, renforcé par le fait que cette ligne a atteint sa fréquentation prévisionnelle de 45 000 voyageurs quotidiens.
La ville décide donc de revenir au principe du tramway sur fer en mars 2005, décision confirmée en juillet, et lance la concertation du projet « CLEO » (Concevoir la ligne Est-Ouest),. Amputée de la subvention de l'État prévue à l'origine, et en raison de l'endettement important de l'agglomération, la ligne est largement raccourcie pour ne mesurer que 11,8 km entre La Chapelle-Saint-Mesmin et Saint-Jean-de-Braye et via l'hyper-centre au lieu de la gare, selon le tracé provisoire, la tracé définitif ne sera adopté qu'en 2007 pour une mise en service alors prévue en 2010,,.
Le tracé définitif retenu ne dessert pas la gare au profit du centre historique, la ville utilisant ainsi le tramway comme outil de rénovation urbaine, ce choix ayant pour principal défaut de réduire la vitesse commerciale de la ligne et de renchérir son coût,.

### Construction de la ligne est-ouest

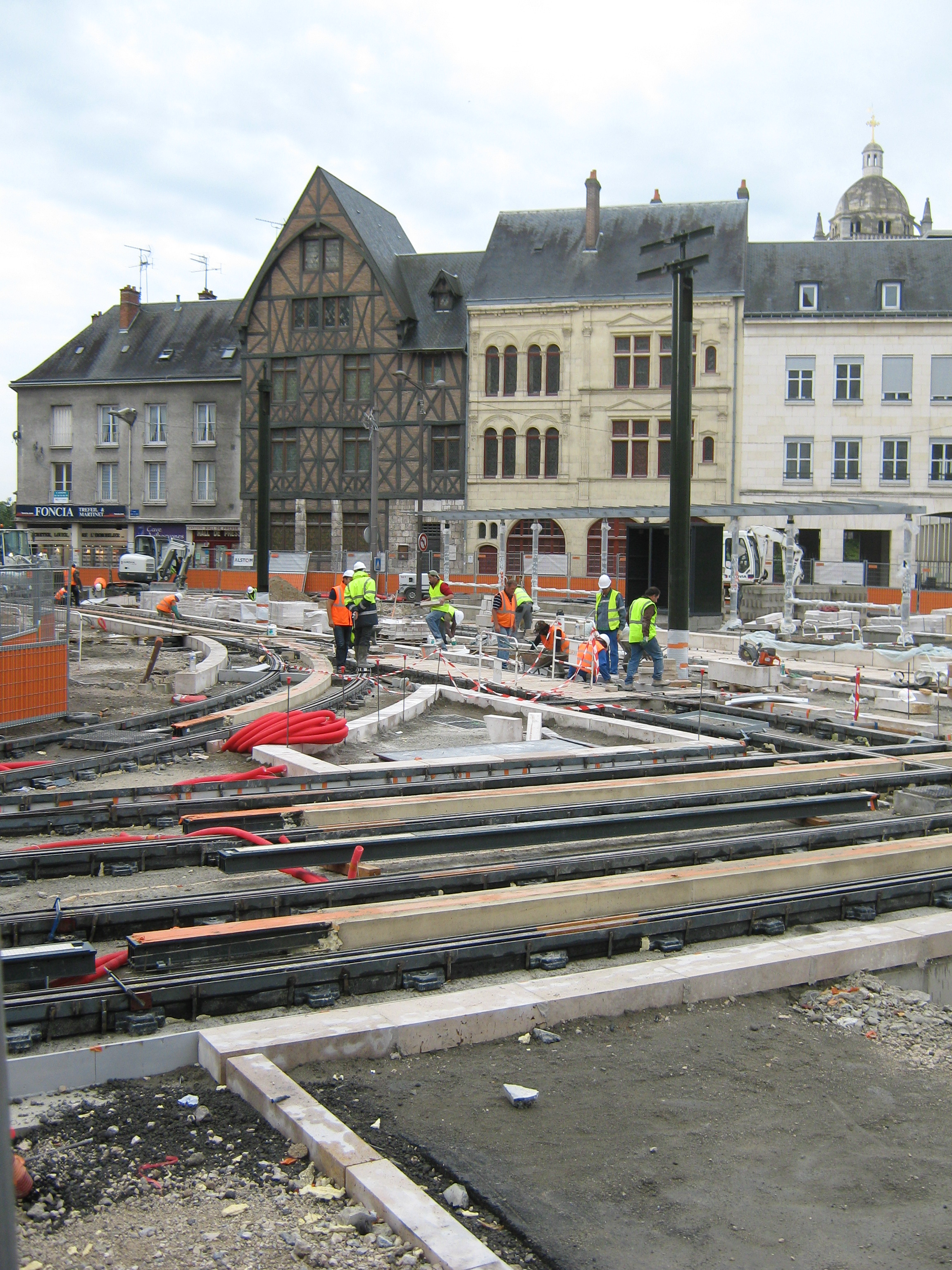
Travaux d'interconnexion entre les lignes A et B du tramway d'Orléans place De Gaulle à la mi-août 2010.

Le constructeur retenu en septembre 2006 pour cette ligne est à nouveau Alstom, avec un matériel roulant quelque peu différent : le Citadis 302, au gabarit standard de 2,40 m de large. L'enquête publique a lieu du 16 mars au 30 avril 2007, pour une ligne dont la longueur était alors de 11,8 km. La déclaration d'utilité publique est accordée le 10 janvier 2008, bien que le tracé à Saint-Jean-de-Braye doit être revu,.
Le tracé prévu sur la commune, par l'avenue Louis-Joseph Soulas entre les stations Pont Bordeau et Clos de l'Arche, a été critiqué par les élus et par l'association du centre-ville de la commune qui souhaitent un passage de long de la ligne d'Orléans à Gien, obligeant l'agglomération à revoir sa copie, ce qui nécessite une nouvelle enquête publique et une seconde déclaration d'utilité publique, partielle cette fois-ci ; enfin, la mise en service est repoussée de 2011 à 2012. Finalement, la construction débute en février 2009, bien qu'il faille attendre un ultime vote des élus communautaires sur le nouveau tracé en octobre pour que les dernières zones d'ombres du projet disparaissent ; la construction de la plate-forme commence début 2010,. L'agglomération s'est engagée à l'époque à lancer des études sur l'extension de la ligne à La Chapelle-Saint-Mesmin et à Mardié et Chécy.
La première rame est livrée en février 2010, suivie de trois autres, le reste est livré à partir de mai 2011. La construction de la plateforme commence en avril 2010 à Saint-Jean-de-Braye, les premiers rails sont posés en mai dans le même secteur. La pose de la voie est effectuée selon le procédé APPITRACK d'Alstom, sauf sur les sections en Alimentation par le sol incompatibles avec ce procédé,.
L'une des phases les plus critiques aura été la connexion des voies avec la ligne A et la reconstruction de la station De Gaulle de cette dernière, à l'été 2010. Le chantier aura duré 53 jours, du 27 juin au 25 août 2010, dont deux de dépose des équipements existants, six de construction/reconstruction et deux pour les essais et la marche à blanc avant réouverture de la ligne A,. Les premiers essais en ligne ont lieu en janvier 2012 entre le centre de maintenance et le palais des sports ; les autres tronçons de la ligne ont vu leurs essais débuter entre février et avril,.

### Mise en service

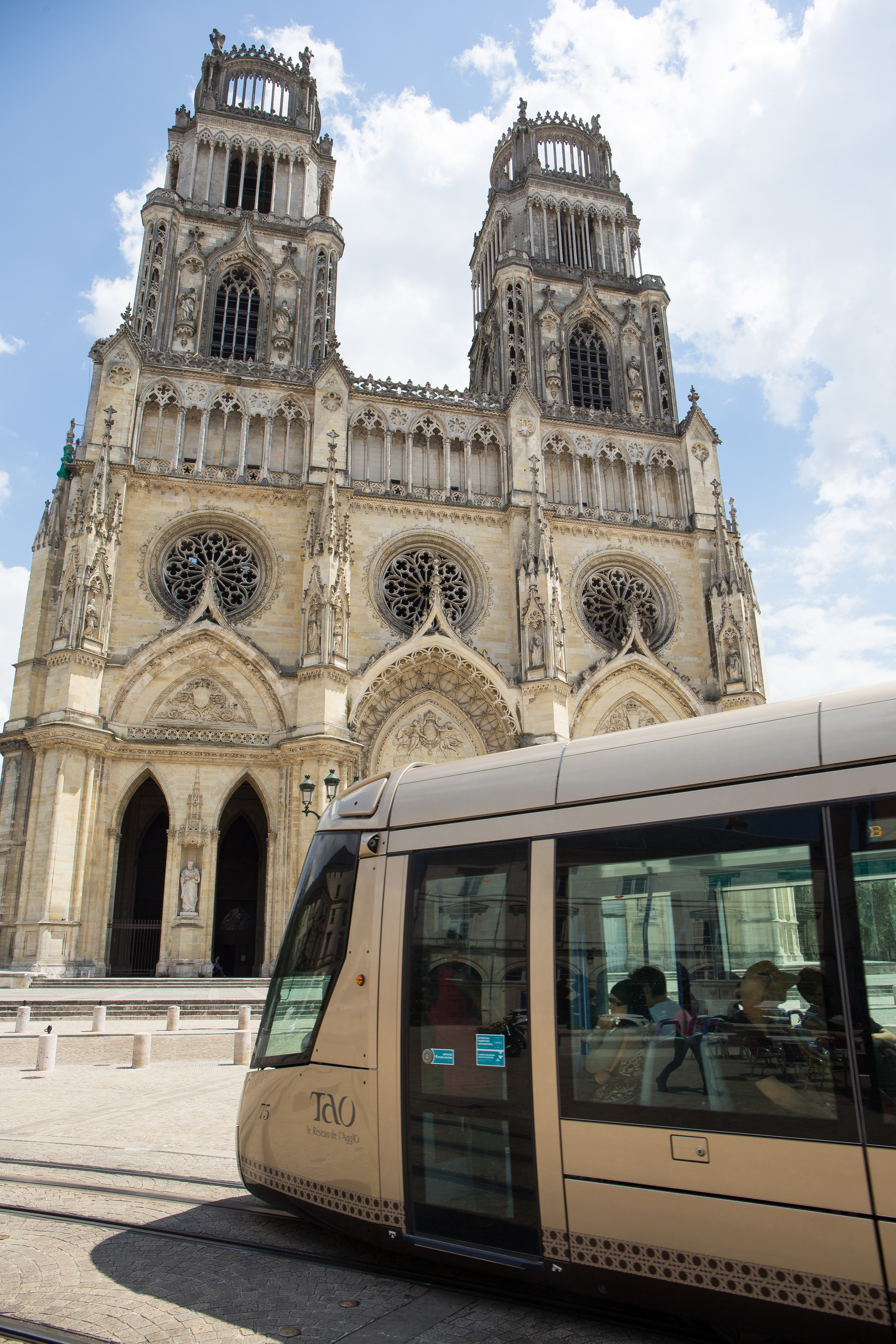
Le tramway devant la cathédrale.

Après près de trois ans de travaux, la 2e ligne de 11,3 km est finalement inaugurée le 29 juin 2012 et mise en service le lendemain et transporte 25 000 voyageurs par jour. La 2e ligne a, entre autres, pu voir le jour en tant que tramway et sur ce tracé grâce au choix de l'alimentation par le sol afin de dégager la perspective de la rue Jeanne d’Arc sur la cathédrale.
En 2014, la ligne transporte 28 000 voyageurs par jour, soit plus que les 22 000 un temps estimés. Jusqu'en 2014, l'information aux voyageurs aura été absente, la faute aux pannes du système d'information en temps réel, remplacé en septembre 2014. Le système d'alimentation par le sol aura aussi causé de nombreuses pannes, surtout durant l'hiver 2012.

### Coûts et financement du projet
Le coût du projet CLEO est initialement évalué à 315 millions d'euros en 2006 ; il est estimé finalement à 395 millions d'euros en 2011 par KPMG. Les 79 millions supplémentaires sont dus notamment au retard pris à cause de la modification de la ligne à Saint-Jean-de-Braye, à la hausse du prix du foncier et à un tronçon en alimentation par le sol rallongé. La caisse des dépôts et consignations finance la ligne à hauteur de 100 millions d'euros, tandis que la banque européenne d'investissement a accordé en septembre 2008 un prêt de 175 millions d'euros.
La modification du tracé à Saint-Jean-de-Braye a permis d'économiser 4,5 millions d'euros.

## Tracé et stations
La ligne B est longue de 11,3 kilomètres et implantée en site propre, à l'exception de quelques tronçons notamment rue du faubourg Madeleine. Entre les stations Madeleine et Eugène Vignat, la ligne est équipée de l'Alimentation par le sol (APS) sur 1,6 km au total,. En cas de chutes de neige, l'APS peut se mettre en défaut et nécessiter d'interrompre l'exploitation du tronçon en question, comme durant les intempéries de février 2018.

### Tracé

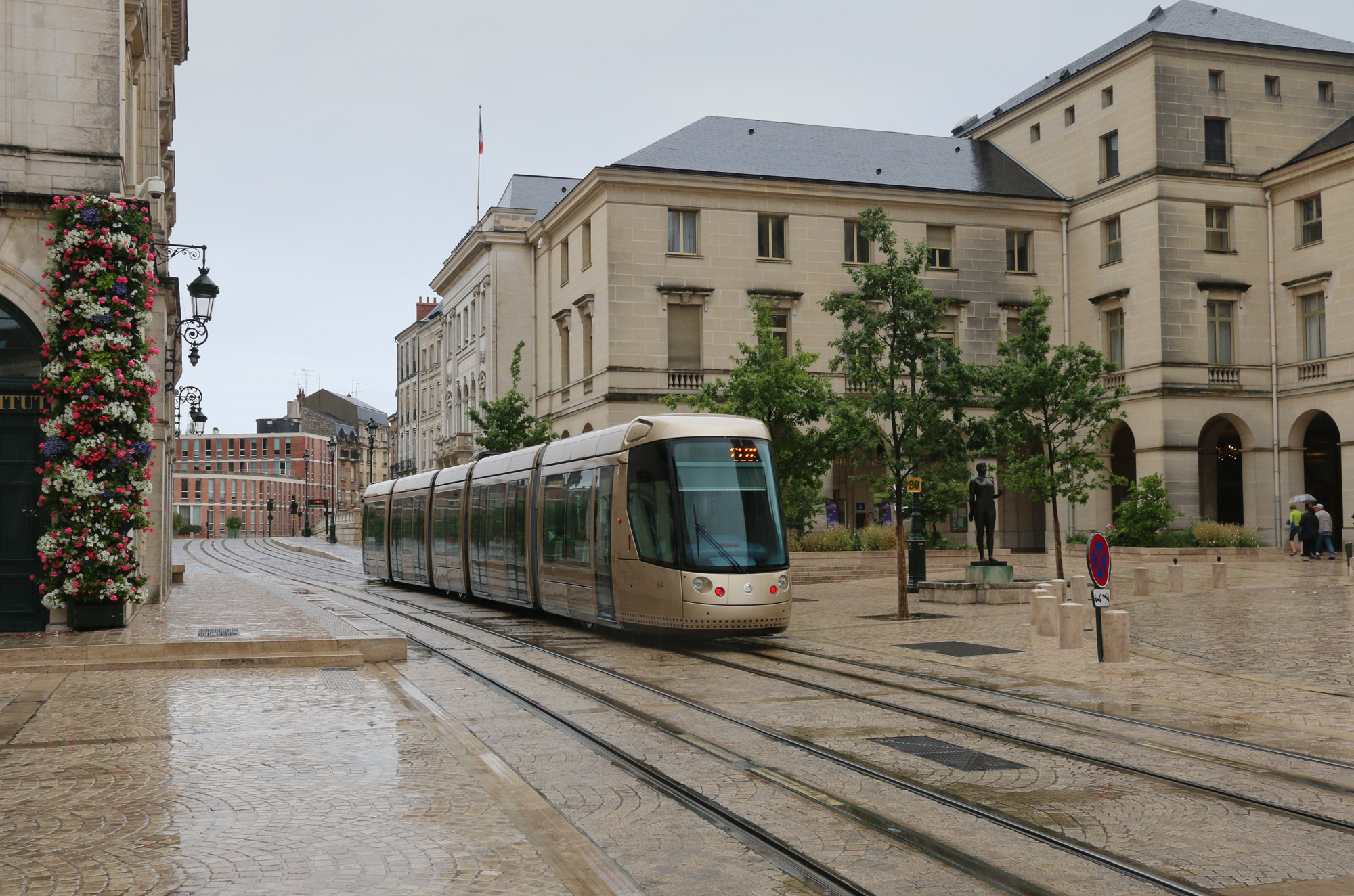
Une rame dans l'hyper-centre d'Orléans, sur le tronçon équipé de l'alimentation par le sol.

La ligne naît avenue Georges-Pompidou à La Chapelle-Saint-Mesmin, au niveau de la zone commerciale de l'échangeur avec l'autoroute A71. La ligne remonte ensuite vers le centre commercial Aushopping Saint-Jean en passant par Ingré sans desservir directement la commune, bien que la station Trois Fontaines soit située à proximité, puis emprunte de chemin de Chaigny, passe sous la départementale 520 puis passe par le clos des Mistigris pour rejoindre le faubourg Madeleine d'Orléans au niveau du pont de l'Europe. La ligne remonte la rue éponyme jusqu'au boulevard Jean-Jaurès où se situe la station Madeleine marquant le début du tronçon équipé de l'alimentation par le sol (APS). La ligne traverse ensuite l'hyper-centre par l'axe formé par les rues Porte Madeleine et des Carmes puis rejoint la place De Gaulle où elle croise la ligne A ; le raccordement entre les deux lignes est placé au sud-est du croisement. Ensuite, la ligne remonte la rue Jeanne-d'Arc puis bifurque à gauche devant la cathédrale Sainte-Croix, passe la place de l'Étape puis remonte plein nord par la rue Théophile Chollet qui lui permet de sortir de l'hyper-centre, croise le boulevard Alexandre-Martin par la place Halmagrand puis s'engage rue Eugène-Vignat où elle longe le parc Louis-Pasteur par l'ouest. La section d'APS se finit à la station Eugène Vignat puis la ligne bifurque à droite sur le boulevard Marie-Stuart qui l'emmène à Saint-Jean-de-Braye et à son centre de remisage des tramways, puis la ligne emprunte la rue Jean-Jaurès et longe la ligne d'Orléans à Gien jusqu'au Clos de l'Arche. La ligne serpente ensuite entre le lycée Jacques-Monod et la mairie pour rejoindre son terminus boulevard Émile Bernon, à l'écoquartier du Clos du Hameau.

### Principaux ouvrages d'art
La ligne n'a pas nécessité la création d'ouvrages d'art particulier, le plus notable est le pont de la Chistera qui permet de franchir un bassin de rétention des eaux de Cofiroute. En revanche, la ligne a nécessité de nombreuses fouilles archéologies dans l'hyper-centre d'Orléans entre novembre 2009 et avril 2010, rue du Faubourg Madeleine et entre les places de Gaulle et de l'Étape, menées par l'INRAP, qui permit de mettre au jour les anciens remparts d'avant le XVe siècle, des restes d'habitations, des vestiges gaulois et gallo-romains et approfondir les connaissances sur l'ancien prieuré de la Madeleine.
La construction de la ligne a nécessité d'exproprier et démolir 16 maisons et 14 locaux commerciaux.

### Liste des stations
|  |   |  | Station            | Lat/Long                    | Communes                        | Correspondances          |
|  | - |  | ------------------ | --------------------------- | ------------------------------- | ------------------------ |
|  | ■ |  | Georges Pompidou   | 47° 53′ 45″ N, 1° 51′ 14″ E | La Chapelle-Saint-Mesmin        | • 2 4 RésaNord           |
|  | • |  | Trois Fontaines    | 47° 54′ 07″ N, 1° 51′ 37″ E | Saint-Jean-de-la-Ruelle         | 2 4 54 RésaNord          |
|  | • |  | Martin Luther King | 47° 54′ 07″ N, 1° 52′ 01″ E | Saint-Jean-de-la-Ruelle         |                          |
|  | • |  | Rol Tanguy         | 47° 54′ 09″ N, 1° 52′ 18″ E | Saint-Jean-de-la-Ruelle         | Parc relais              |
|  | • |  | Pont de l'Europe   | 47° 53′ 57″ N, 1° 52′ 26″ E | Saint-Jean-de-la-Ruelle/Orléans | • 25 54 L RésaOuest      |
|  | • |  | Porte Dunoise      | 47° 54′ 00″ N, 1° 52′ 54″ E | Orléans                         |                          |
|  | • |  | Beaumonts          | 47° 54′ 03″ N, 1° 53′ 17″ E | Orléans                         |                          |
|  | • |  | Madeleine          | 47° 54′ 05″ N, 1° 53′ 36″ E | Orléans                         | 1 7 IC                   |
|  | • |  | Croix Morin        | 47° 54′ 07″ N, 1° 53′ 50″ E | Orléans                         |                          |
|  | • |  | De Gaulle          | 47° 54′ 05″ N, 1° 54′ 10″ E | Orléans                         | Tram A O                 |
|  | • |  | Jeanne d'Arc       | 47° 54′ 06″ N, 1° 54′ 24″ E | Orléans                         |                          |
|  | • |  | Cathédrale         | 47° 54′ 10″ N, 1° 54′ 31″ E | Orléans                         | O N                      |
|  | • |  | Halmagrand         | 47° 54′ 18″ N, 1° 54′ 34″ E | Orléans                         | 2 3 4 5 6 7 25 40 41 O N |
|  | • |  | Eugène Vignat      | 47° 54′ 34″ N, 1° 54′ 40″ E | Orléans                         |                          |
|  | • |  | Guy Marie Riobé    | 47° 54′ 46″ N, 1° 54′ 48″ E | Orléans                         | 11                       |
|  | • |  | Droits de l'Homme  | 47° 54′ 42″ N, 1° 55′ 21″ E | Orléans                         | • 4 7 66                 |
|  | • |  | Mozart             | 47° 54′ 41″ N, 1° 55′ 43″ E | Orléans                         |                          |
|  | • |  | Grand Villiers     | 47° 54′ 37″ N, 1° 55′ 58″ E | Orléans                         |                          |
|  | • |  | Ambert             | 47° 54′ 32″ N, 1° 56′ 13″ E | Orléans                         | 25                       |
|  | • |  | Gaudier-Brzeska    | 47° 54′ 36″ N, 1° 56′ 46″ E | Saint-Jean-de-Braye             | • RésaEst                |
|  | • |  | Pont Bordeau       | 47° 54′ 32″ N, 1° 57′ 13″ E | Saint-Jean-de-Braye             |                          |
|  | • |  | Verville           | 47° 54′ 33″ N, 1° 57′ 34″ E | Saint-Jean-de-Braye             |                          |
|  | • |  | Clos de l'Arche    | 47° 54′ 37″ N, 1° 57′ 55″ E | Saint-Jean-de-Braye             | 12                       |
|  | • |  | Léon Blum - Mairie | 47° 54′ 38″ N, 1° 58′ 13″ E | Saint-Jean-de-Braye             | 2 8 12 15 56 57 RésaEst  |
|  | ■ |  | Clos du Hameau     | 47° 54′ 39″ N, 1° 58′ 36″ E | Saint-Jean-de-Braye             | • 2 8 12 15 57 RésaEst   |

### Aménagement des stations

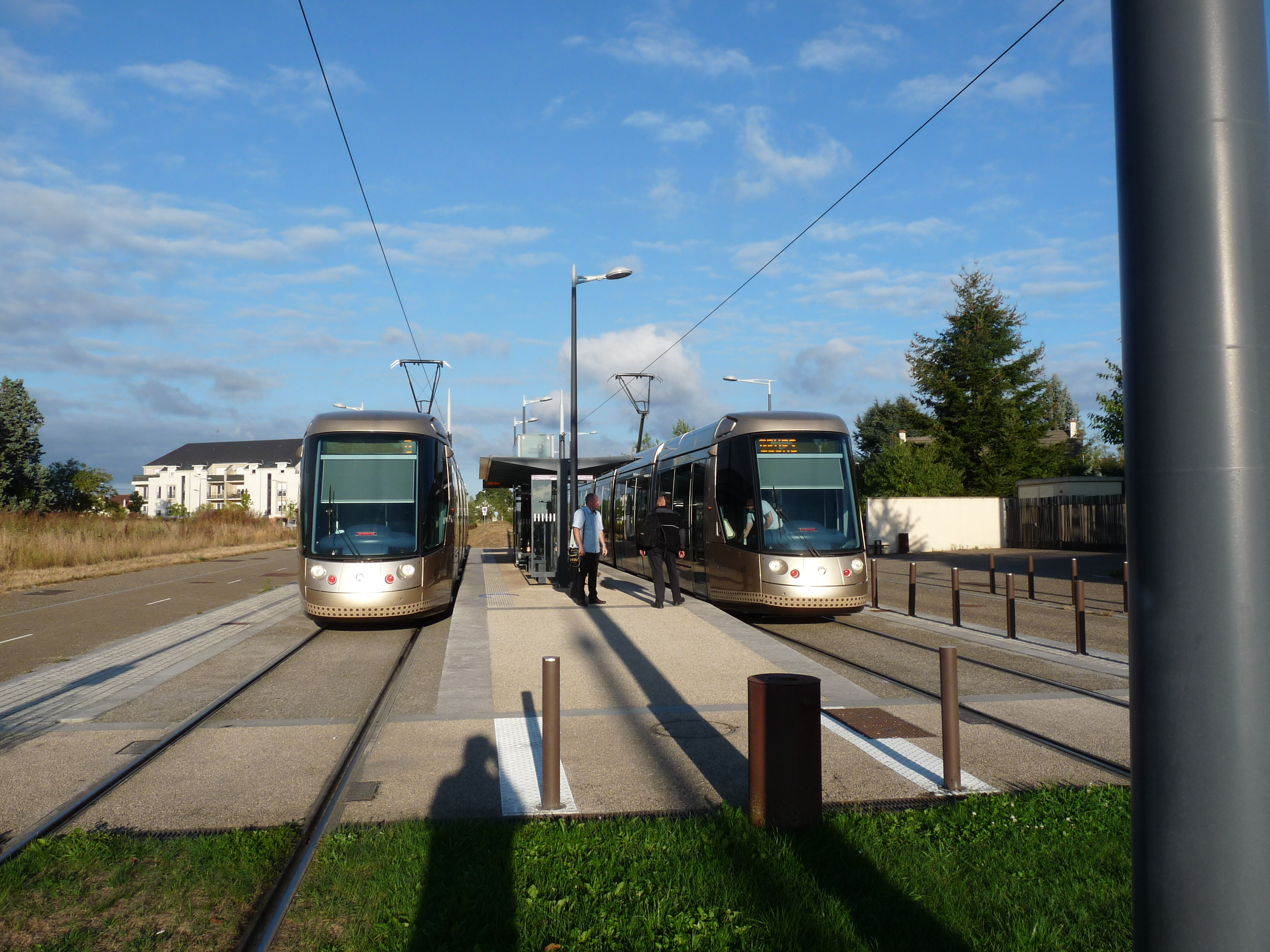
La station Clos du Hameau.

Toutes les stations sont équipées de bornes d'information aux voyageurs. Des distributeurs automatiques de titres de transport sont installés sur les quais des stations. Elles sont toutes accessibles aux personnes à mobilité réduite (PMR), y compris aux utilisateurs de fauteuil roulant. Elles possèdent des quais latéraux, placés face à face sauf Cathédrale où ils sont décalés, ou d'un unique quai central aux terminus ou selon la largeur de la voirie. Enfin, les stations Jeanne d'Arc et Cathédrale ne possèdent pas de mobilier pour des questions esthétiques.
Le mobilier des stations est constitué d'abris achetés sur catalogue d'un bloc comprenant les armoires techniques dessiné sur-mesure, conçus et posés par la société CMR. La station De Gaulle dispose d'un mobilier spécifique, commun aux quais des deux lignes.
Le 4 septembre 2017, la station Cathédrale-Hôtel de ville change de nom et devient Cathédrale.

## Exploitation de la ligne
La ligne B est une ligne du tramway d'Orléans exploitée par Keolis Métropole Orléans dans le cadre du réseau des transports de l'agglomération orléanaise. Elle fonctionne de 4 h 25 à 0 h 55 du lundi au samedi et de 6 h 55 à 0 h 55 les dimanches et fêtes. Les tramways relient La Chapelle-Saint-Mesmin - Georges Pompidou à Saint-Jean-de-Braye - Clos du Hameau en 40 minutes environ.
Les rames circulent à la fréquence d'un passage toutes les sept à huit minutes du lundi au vendredi, de sept à dix minutes de 7 h à 19 h environ, toutes les douze minutes de 7 h à 13 h et toutes les huit à neuf minutes de 13 h à 19 h environ le samedi et de vingt-cinq minutes les dimanches et fêtes entre 7 h et 19 h environ. La fréquence est de dix à trente minutes de 19 h à la fin du service.

### Matériel roulant

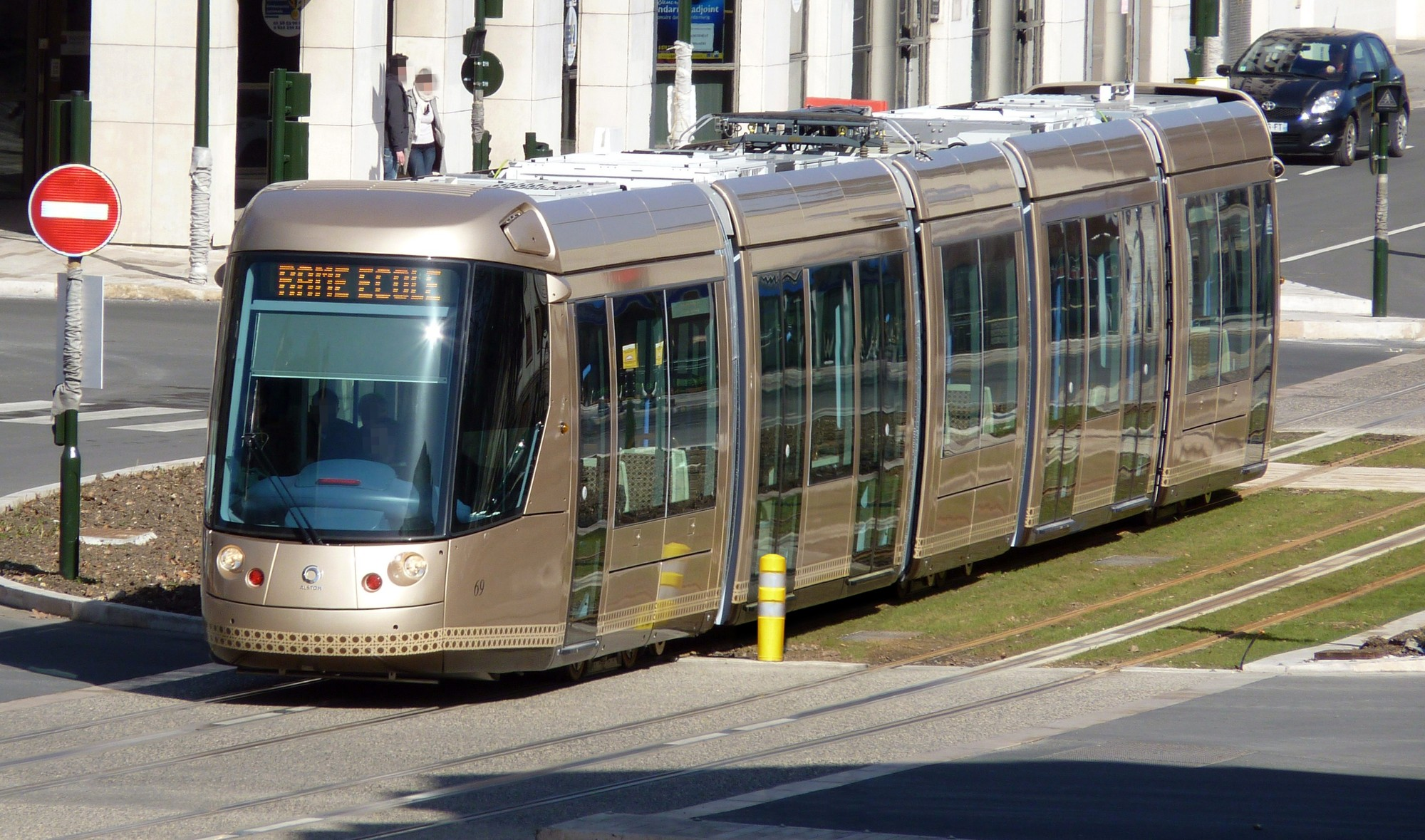
Un Citadis 302.

La ligne B est équipée initialement de vingt-et-une rames Citadis 302, construites par Alstom et numérotées de 61 à 81. Longues de 32,6 mètres et larges de 2,40 mètres, les rames permettent d'accueillir de 203 voyageurs. Elles bénéficient d'un plancher bas intégral au contraire des Citadis 301 de conception plus ancienne.
La livraison des rames a eu lieu entre février et juillet 2010 pour le 1re tranche, utilisée à partir d'août 2010 sur la ligne A, et de mai à mars 2012 pour le reste de la série. Chacune possède des portes-vélos et est équipée du système d'alimentation par le sol (APS) permettant de se passer de ligne aérienne de contact (LAC) en centre ville elles peuvent atteindre une vitesse maximale de 70 km/h. La livrée est constituée d'un gris beige baptisé « sable de Loire » et d'une bande décorative sur le bas de caisse. L'aménagement intérieur, signé par Olivier Echaudemaison, directeur artistique de Guerlain, est légèrement différent selon les rames (couleur de la sellerie des sièges et de certaines barres de maintien) : les rames 61 et 72 à 81 possèdent l'intérieur dit « Trendy » aux tons bleus et violets, les autres ont l'intérieur dit « Natural » aux tons ocres et « sable de Loire ».

### Conduite et signalisation

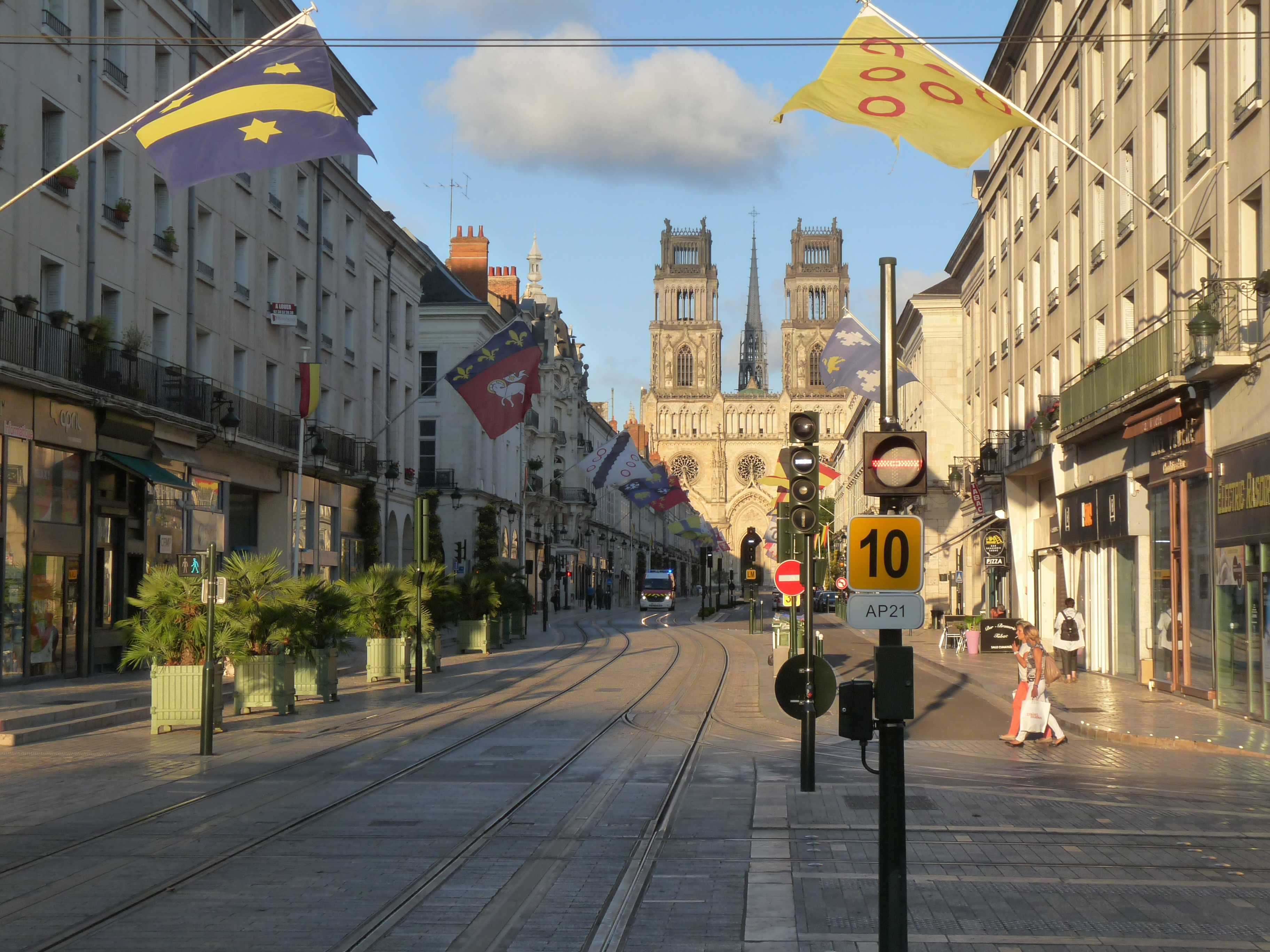
Signaux implantés rue Jeanne-d'Arc.

La conduite sur la ligne se fait en « conduite à vue » : on ne trouve donc sur la ligne que des panneaux de limitation de vitesse, des signaux de protection d'itinéraires et des signaux protégeant le franchissement des carrefours. Pour ces derniers, la voirie est équipée de signaux tricolores classiques de type R11 tandis que la ligne est équipée de signaux de type R17 associés à la signalisation routière. Ces feux sont accompagnés d'une signalisation d'aide à l'exploitation, un triangle lumineux orange signalant la prise en charge de la demande de priorité au carrefour.
Les signaux de protection d'itinéraires ou signaux d'exploitation se situent avant les appareils de voies (aiguillages). Les panneaux de limitation de vitesse se présentent quant à eux comme des panneaux carrés avec des chiffres noirs sur fond jaune. Enfin, les indicateurs de coupure de courant sont implantés en amont de chaque secteur d'alimentation de la ligne aérienne de contact (LAC). Une croix grecque verte annonce une ligne électrique alimentée, les lettres CC rouges une ligne non alimentée. Pour la transition ligne aérienne/alimentation par le sol, une signalisation spécifique constituée de panneaux indique aux conducteurs où la bascule doit être effectuée.

### Remisage et entretien
Les rames de la ligne sont partiellement entretenues par le centre de maintenance des tramways (CdM) de Saint-Jean-de-Braye. Il est relié à la ligne B à mi-distance des stations Ambert à l'ouest et Gaudier-Brzeska à l'est, par un triangle de raccordement. Le centre est placé tout au sud de la zone industrielle de Saint-Jean-de-Braye. Il est l’œuvre du cabinet d'architecte orléanais L'Heudé et l'Heudé et aura coûté près de 11,6 millions d'euros.
Le CdM de Saint-Jean-de-Braye sert de remisage aux vingt-et-une rames de tramway de la ligne, bien que quatre d'entre elles soient utilisées sur la ligne A en renfort, ainsi que de centre de maintenance légère ; en effet, la maintenance lourde des rames est effectué à Orléans-la-Source, dépôt de la ligne A,. D'une superficie totale de 36 000 m2, il comprend un bâtiment principal de 4 200 m2 comprenant les ateliers et le service administratif, avec au total trois voies permettant la maintenance légère. Le remisage des rames s'effectue sur un faisceau à ciel ouvert de six voies, placé au sud du site, pouvant accueillir 24 rames. Enfin, la station-service, intégrée au bâtiment principal et dotée d'une machine à laver à rouleaux, permet par ailleurs d'effectuer les opérations de nettoyage extérieur et intérieur des rames ainsi que le remplissage de leurs sablières.

### Tarification et financement
La tarification est identique sur l'ensemble du réseau des transports de l'agglomération orléanaise ainsi que pour les trains intégrés dans l'offre « TER-Bus ». Un « Ticket 1 voyage » permet un trajet simple quelle que soit la distance avec une ou plusieurs correspondances pendant une durée maximale d'une heure entre la première et dernière validation.
Le financement du fonctionnement du réseau (entretien, matériel et charges de personnel) est assuré par l'exploitant Keolis Métropole Orléans. Cependant, les tarifs des billets et abonnements dont le montant est limité par décision politique ne couvrent pas les frais réels de transport. Le manque à gagner est compensé par l'autorité organisatrice, Orléans Métropole. Elle définit les conditions générales d'exploitation ainsi que la durée et la fréquence des services. L'équilibre financier du fonctionnement est assuré par une dotation globale annuelle à Keolis Métropole Orléans, notamment grâce au versement transport payé par les entreprises de plus de neuf salariés et aux contributions des collectivités publiques.

### Bus de substitution
En cas d'accident ou d'événement nécessitant d'interrompre tout ou partie de la ligne, des bus de substitution sont mis en place. Ces navettes sont désignées par l'appellation « Solution BIS » et suivent au plus près le tracé et les stations de la ligne, avec quelques exceptions notamment dans le faubourg de la Madeleine, où les bus sont déviés par le quai de la Madeleine, dans le centre historique que les bus contournent via les boulevards ou encore à Saint-Jean-de-Braye ou les bus font des détours au vu de la configuration de la voirie.

## Autour de la ligne B

### Rénovation urbaine
La construction de la ligne a vu plusieurs projets de rénovation urbaine fleurir le long de son tracé.
Les aménagements urbains ont été planifiés bien avant la construction de la ligne, à Chécy qui n'aura finalement pas vu passer le tramway, et Saint-Jean-de-Braye, avec notamment la structuration d'un centre-ville pour ces communes.
À Orléans, le choix du tracé par l'hyper-centre permet de continuer son réaménagement, commencé avec la ligne A, et sa piétonisation.

### Tourisme

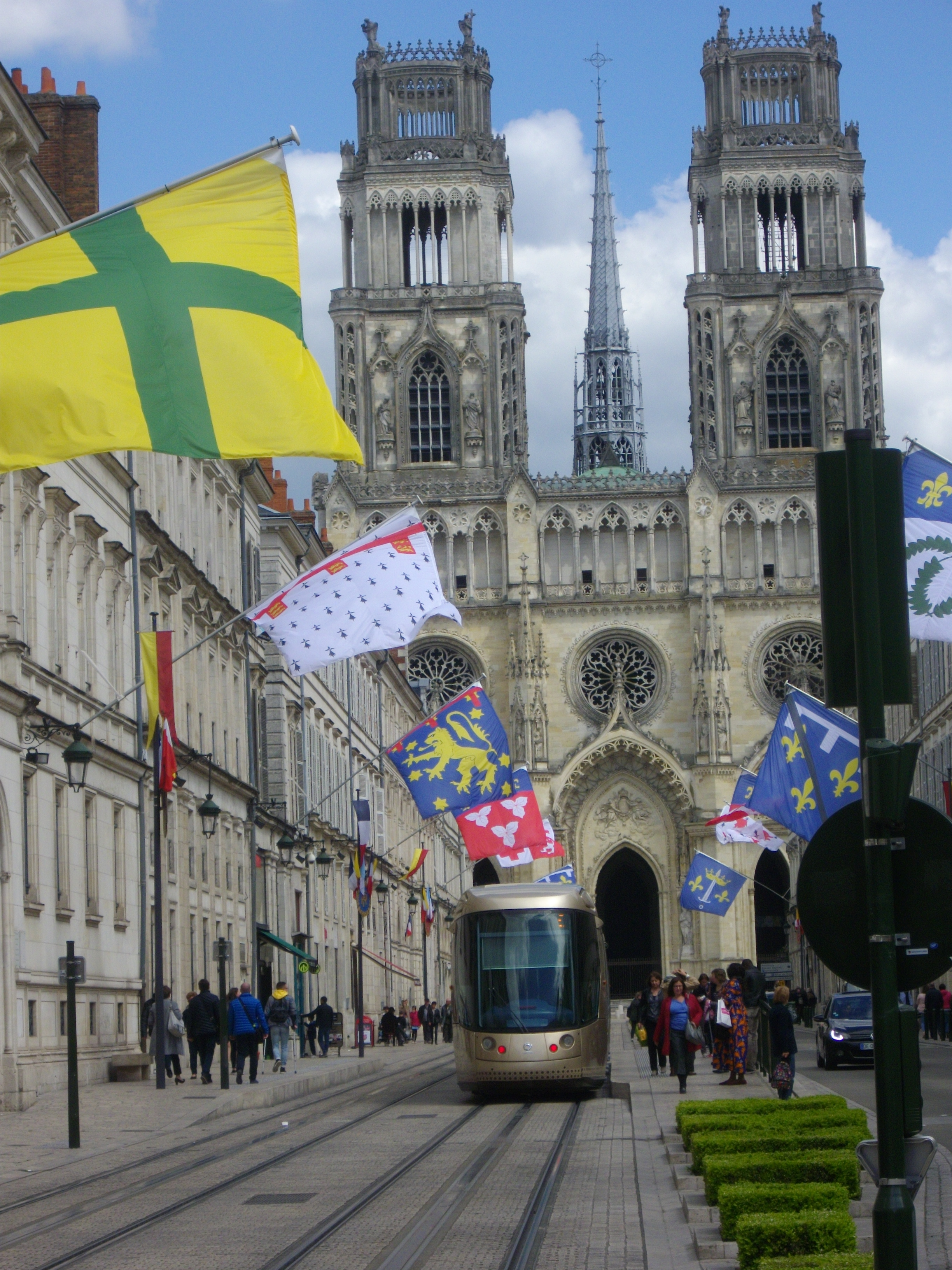
Le tramway à la station Jeanne-D’Arc et la cathédrale.

La ligne B dessert, d'ouest en est, les lieux d'attraction et monuments suivants :
- le centre commercial des Trois Fontaines ;
- le pont de l'Europe ;
- le faubourg Madeleine d'Orléans ;
- l'Hôtel-Dieu d'Orléans ;
- le centre-ville historique, dont la rue des Carmes, la place De Gaulle et la rue Jeanne-d'Arc ;
- la cathédrale Sainte-Croix ;
- l'hôtel Groslot ;
- le musée des beaux-arts d'Orléans ;
- le palais des sports ;
- les lycées Jacques Monod, Gaudier-Brzeska, Pothier, Jean-Zay et Benjamin-Franklin ;
- le parc Louis-Pasteur ;
- la zone industrielle de Saint-Jean-de-Braye ;
- le centre-ville de Saint-Jean-de-Braye.